# Otto Oeldenberger
Otto Oeldenberger (* 1911; † 1979) war ein deutscher Fußballspieler.

## Karriere
Oeldenberger gehörte dem SV 1860 München an, für den er zunächst von 1929 bis 1933 in den vom Süddeutschen Fußball-Verband organisierten Meisterschaften in der Bezirksliga Bayern Punktspiele bestritt. Als Drittplatzierter der Gruppe Südbayern war seine Mannschaft für die Teilnahme in der Gruppe Südost im Rahmen der Endrunde um die Süddeutsche Meisterschaft qualifiziert, belegte jedoch nur den zweiten Platz, sodass der dritte Teilnehmer an der Endrunde um die Deutsche Meisterschaft zwischen dem 1. FC Nürnberg und dem FSV Frankfurt zu ermitteln war.
Als Zweitplatzierter der Gruppe Südbayern 1930/31 nahm er mit der Mannschaft in der Gruppe Südost als eine von zwei Gruppen in der Endrunde um die Süddeutsche Meisterschaft teil und ging aus ihr als Sieger hervor. Nachdem das Entscheidungsspiel um den dritten Teilnehmer für die Endrunde um die Deutsche Meisterschaft gegen den FC Phönix Ludwigshafen im Wiederholungsspiel mit 2:1 gewonnen wurde – die erste Begegnung fand beim 3:3 n. V. keinen Sieger – war er als Teilnehmer der Endrunde qualifiziert. Nach den erfolgreichen Spielen im Achtel-, Viertel- und Halbfinale, in denen er jeweils ein Tor erzielte, spielte er auch im Finale, das am 14. Juni 1931 im Müngersdorfer Stadion von Köln jedoch mit 2:3 gegen Hertha BSC verloren wurde, obwohl er seine Mannschaft in der 24. Minute in Führung gebracht hatte und diese zur Halbzeit mit 2:1 erneut in Führung gegangen war.
Nachdem er mit seiner Mannschaft die Saison 1932/33 die Gruppe Südbayern erneut als Zweitplatzierter hinter dem FC Bayern München abgeschlossen hatte, ging er erneut als Sieger der Gruppe Ost/West als eine von zwei Gruppen in der Endrunde um die Süddeutsche Meisterschaft hervor, verlor jedoch das Endspiel mit 0:1 gegen den FSV Frankfurt, dem Sieger der Gruppe Nord/Süd. Als unterlegener Finalist war seine Mannschaft dennoch für die Endrunde um die Deutsche Meisterschaft qualifiziert. Im Müngersdorfer Stadion von Köln gewann er das am 7. Mai 1933 mit 2:0 gegen den VfL Benrath gewonnene Achtelfinale, sein einziges Endrundenspiel; seine Mannschaft verlor das am 28. Mai 1933 im Probstheidaer Stadion ausgetragene Halbfinale gegen den FC Schalke 04 mit 0:4.
Von 1933 bis 1941 spielte er dann in der Gauliga Bayern, eine von zunächst 16, später auf 23 aufgestockten Gauligen zur Zeit des Nationalsozialismus, als einheitlich höchste Spielklasse im Deutschen Reich. Die Premierensaison schloss er mit seiner Mannschaft als Zweitplatzierter hinter dem 1. FC Nürnberg ab. Mit dem am 13. März 1934 mit dem TV München 1860 zum TSV 1860 München fusionierten Verein belegte er dann den fünften, zweimal den siebten, zweimal denn zweiten und den siebten Platz, bevor er am Saisonende 1940/41 erstmals die Gaumeisterschaft gewann. Aufgrund des Erfolges nahm er letztmals an der Endrunde um die Deutsche Meisterschaft teil und bestritt einzig das am 20. April 1941 auf der Städtischen Hanns-Braun-Kampfbahn in München ausgetragene zweite Spiel der Gruppe 4, das gegen den VfL Neckarau mit 6:2 gewonnen wurde. Als Gruppenzweiter hinter dem SK Rapid Wien, dem späteren Deutschen Meister, verpasste er mit seiner Mannschaft den Einzug ins Halbfinale der Deutschen Meisterschaft.

## Erfolge
- Gaumeister Bayern 1941
- Zweiter der Deutschen Meisterschaft 1931
- Zweiter der Süddeutschen Meisterschaft 1933